# Seleção Argentina de Futebol Sub-23
A Seleção Argentina de Futebol Sub-23, também conhecida por Argentina Olímpica, é a seleção argentina de futebol formada por jogadores com idade inferior a 23 anos.

## Elenco atual
Os convocados do técnico Javier Mascherano para a disputa do Torneio Pré-Olímpico Sul-Americano Sub-23.
| Número | Nome | Posição              | Idade                             | Jogos | Clube |                    |
| ------ | ---- | -------------------- | --------------------------------- | ----- | ----- | ------------------ |
|        | GR   | Leandro Brey         | 21 de setembro de 2002 (22 anos)  |       |       | Boca Juniors       |
|        | GR   | Facundo Sanguinetti  | 1 de março de 2001 (24 anos)      |       |       | Banfield           |
|        | GR   | Joaquín Blázquez     | 28 de janeiro de 2001 (24 anos)   |       |       | Platense           |
|        |      |                      |                                   |       |       |                    |
|        | D    | Santiago Simón       | 13 de junho de 2002 (22 anos)     |       |       | River Plate        |
|        | D    | Gonzalo Luján        | 27 de abril de 2001 (23 anos)     |       |       | San Lorenzo        |
|        | D    | Julián Malatini      | 31 de maio de 2001 (23 anos)      |       |       | Defensa y Justicia |
|        | D    | Marco Di Cesare      | 30 de janeiro de 2002 (23 anos)   |       |       | Argentinos Juniors |
|        | D    | Kevin Lomónaco       | 8 de janeiro de 2002 (23 anos)    |       |       | Tigre              |
|        | D    | Nicolás Valentini    | 6 de abril de 2001 (23 anos)      |       |       | Boca Juniors       |
|        |      |                      |                                   |       |       |                    |
|        | M    | Kevin Zenón          | 30 de julho de 2001 (23 anos)     |       |       | Unión de Santa Fe  |
|        | M    | Cristian Medina      | 1 de junho de 2002 (22 anos)      |       |       | Boca Juniors       |
|        | M    | Juan Ignacio Nardoni | 14 de julho de 2002 (22 anos)     |       |       | Racing             |
|        | M    | Rodrigo Villagra     | 14 de fevereiro de 2001 (24 anos) |       |       | Talleres           |
|        | M    | Juan Sforza          | 14 de fevereiro de 2002 (23 anos) |       |       | Newell's Old Boys  |
|        | M    | Pablo Solari         | 22 de março de 2001 (23 anos)     |       |       | River Plate        |
|        | M    | Lautaro Giaccone     | 1 de fevereiro de 2001 (24 anos)  |       |       | Rosario Central    |
|        |      |                      |                                   |       |       |                    |
|        | A    | Luciano Gondou       | 22 de junho de 2001 (23 anos)     |       |       | Argentinos Juniors |
|        | A    | Abiel Osorio         | 13 de junho de 2002 (22 anos)     |       |       | Vélez Sarsfield    |
|        | A    | Pedro de la Vega     | 7 de fevereiro de 2001 (24 anos)  |       |       | Lanús              |
|        | A    | Santiago Pierotti    | 3 de abril de 2001 (23 anos)      |       |       | Colón              |

## Títulos
- Jogos Pan-Americanos:  1951, 1955, 1959, 1971, 1995, 2003, 2019
- Jogos Olímpicos de Verão: 2004, 2008
- Torneio Pré-Olímpico Sul-Americano Sub-23: 1960, 1964, 1980, 2004, 2020

## Campanhas
| Seleção Pré-Olímpica              | Seleção Pré-Olímpica              | Seleção Pré-Olímpica | Seleção Pré-Olímpica | Seleção Pré-Olímpica |
| Torneio                           | Campeão                           | Vice-campeão         | Terceiro             |                      |
| --------------------------------- | --------------------------------- | -------------------- | -------------------- | -------------------- |
| Pré-Olímpico Sul-Americano Sub-23 | 5 (1960, 1964, 1980, 2004, 2020), | 3 (1988, 1996, 2024) | 3 (1972, 1976, 2000) |                      |

| Seleção Olímpica     | Seleção Olímpica                              | Seleção Olímpica | Seleção Olímpica     | Seleção Olímpica |
| Torneio              | Ouro                                          | Prata            | Bronze               |                  |
| -------------------- | --------------------------------------------- | ---------------- | -------------------- | ---------------- |
| Jogos Olímpicos      | 2 (2004, 2008)                                | 2 (1928, 1996)   |                      |                  |
| Jogos Pan-americanos | 7 (1951, 1955, 1959, 1971, 1995, 2003, 2019 ) | 2 (1963, 2011)   | 3 (1975, 1979, 1987) |                  |
| Jogos Sul-americanos | 2 (1982, 1986)                                |                  |                      |                  |